# Едіт Чепмен
Едіт Чепмен (англ. Edythe Chapman; 8 жовтня 1863, Рочестер, Нью-Йорк — 15 жовтня 1948, Глендейл, Каліфорнія) — американська актриса театру та німого кіно.

## Біографія
Едіт Чепмен народилася 8 жовтня 1863 року у місті Рочестер (штат Нью-Йорк, США). Не пізніше 1898 почала грати в театрах Нью-Йорка, близько 1909 з чоловіком переїхала в Голлівуд і з 1914 (їй тоді був 51 рік) стала кіноактрисою. За свою кінокар'єру довжиною у шістнадцять років (1914—1930) знялася приблизно в 120 фільмах, всі вони були повнометражними, і лише в шести випадках вона не була вказана в титрах. Амплуа — мати (рідше — тітка чи бабуся) головних героїв, за що отримала прізвисько «Голлівудська мати».
Едіт Чепмен померла 15 жовтня 1948, через тиждень після свого 85-го дня народження, в місті Глендейл (Каліфорнія). Похована на цвинтарі «Бонавентура» поблизу міста Саванна (Джорджія) поряд із чоловіком.

## Особисте життя
В 1897 Чепмен вийшла заміж за відомого актора театру Джеймса Ніла (1860—1931). Пара прожила разом 34 роки до смерті чоловіка, дітей від шлюбу не було.

## Вибрана фільмографія
- 1927 — Принц-студент у Старому Гейдельберзі
- 1929 — Морський блюз